# ディビジョン1 (テレビドラマ)
ディビジョン1（ディビジョン・ワン）は、フジテレビで2004年4月12日から2005年9月21日まで水曜深夜25:28 - 25:58に放送されていた深夜ドラマのレーベル・総称である（2004年9月20日までは月曜深夜）。
1つの物語を全4話で構成・完結させる（ステージ11『青空恋星』のみ全2話）スタイル。若手の脚本家・監督・プロデューサーが、各作品ごとに交代し、実験的なドラマを制作。

## ステージ1『勝負下着♥』
2004年4月12日 - 2004年5月3日放送。全4回
上京してきた女性が勝負下着をつける時はどのような時かを描く。

### キャスト
- 皆川里奈：さくら
大学生。大事な場面で勝負下着をつける。
- 沢木絵美：矢沢心
里奈のいとこ。無職。住んでいるアパートに里奈が下宿してくる。
- 吉村晶子：山口香緒里
- 飯島大：谷原章介
- 岡田直哉：高岡蒼佑（現：高岡奏輔）
- 河合瑛子：土屋久美子
- カウンターの男：相沢祥吾
- 皆川芳雄：浅野和之
さくらんぼ農園経営。

### スタッフ
- 脚本：金杉弘子
- プロデューサー：浅野澄美
- 演出：大木綾子
- 主題歌：大塚愛「pretty voice」

## ステージ2『RUNNER'S HIGH』
2004年5月10日 - 2004年5月31日放送。全4回
渋谷のビリヤード場「J」で出会う3人の男の友情と恋模様を描く。

### キャスト
- 小峰龍吾：塚本高史
- 岩見武志：佐藤隆太
- 高中治樹：中村俊太
DJ。
- 高原あすか：上原美佐
不妊症に悩む龍吾の恋人。
- 赤城紗代：若槻千夏
武志が気になる女子大生。
- マスター：光石研
- 小峰芳和：山本龍二
ビリヤード場のオーナー。龍吾の父。
- 優子：佐々木梓
紗代の友人。（第1話）
- 翔子：桂亜沙美
龍吾とラブホテルに行く女子大生。（第1話）

### スタッフ
- 脚本：武藤大助
- プロデューサー：土屋健
- 演出：加藤裕将

## ステージ3『ピンク・ヒップ・ガール』
2004年6月7日 - 2004年6月28日放送。全4回。
演歌歌手・染井美乃と、彼女のマネージャー・前田遼太の奮戦記。

### キャスト
- 染井美乃：須藤理彩
- 前田遼太：小泉孝太郎
- 佐伯えみ：小林麻央
- 金松等：モロ師岡

### スタッフ
- 脚本：衛藤凛
- プロデューサー：若松央樹
- 演出：高木健太郎

## ステージ4『ハングリーキッド』
2004年7月5日 - 2004年7月26日放送。全4回。
便利屋の坂崎快と森川速雄が銀行強盗をしようとした先で、女性銀行員・池澤朱美に出会い、3億円偽装強盗事件の犯人探しに翻弄されていく。
朱美には息子がいる。学生結婚だったが出産と同時に離婚し、息子の親権は父親に握られていた。ところが父親側が「1億円を持ってくれば子どもを引き渡す」と言う。

### キャスト
- 坂崎快：池内博之
- 池澤朱美：山口紗弥加
- 森川速雄：小栗旬

### スタッフ
- 脚本：武藤大助
- プロデューサー：加藤崇
- 演出：武内英樹

## ステージ5『2H』
2004年8月2日 - 2004年8月23日放送。全4回。
成和大学病院を舞台とした医療ドラマ。薬事審議会が始まる2時間前からの2時間に起こるドキュメント。

### キャスト
- 梶原真弓：香里奈
新米看護婦。
- 鹿間聡：玉山鉄二
医師。吾妻のパソコンを入手。
- 館野浩志：須賀健太
病院を脱走した血友病患者。吾妻に可愛がられていた。
- 米田聖子：大島蓉子
看護婦長。
- 野口教授：ト字たかお
薬事審議会の主宰。
- 外山梨花：松嶋尚美
看護婦。
- 吾妻：名取幸政
末期がん患者。死の真相を梶原真弓と米田聖子が探っている。

### スタッフ
- 脚本：林宏司
- プロデューサー：瀧山麻土香
- 演出：大木綾子

## ステージ6『犯人デカ』
2004年8月30日 - 2004年9月21日放送。全4回。
探偵が殺人を引き起こし巻き起こるブラックコメディー。

### キャスト
- 松戸孝四郎：大杉漣
探偵だが、気に入らない人物を次々と殺害する加害者。

1話
- 葛山敏樹警部：六角精児
- 時田善子巡査部長：小林明実
4話にも登場。
- 金田勲：山崎満
「マナカ」グループ相談役。松戸に銃殺される。
- 金田響子：中島宏海
勲の妻。
- 金田祐一：阪田マサノブ（GO・JO）
勲の長男。
- 金田早苗：高木麻依子
勲の長女。
- 茂田：キモサベポン太
勲の執事。

2話
- 小田原次晴：ト字たかお
- 曽ヶ端刑事：田口浩正
深海の上司。
- 深海刑事：森下千里
曽ヶ端の部下。
- 柳瀬（小僧）：矢部太郎
- 柱谷清川町長：谷本一
- 中村（市民活動家・住民代表）：新谷真弓
- 角川（四谷社員）：酒井敏也

3話
- 山縣有：森下能幸
美術館の学芸員。不潔。松戸が射殺。
- 若槻刑事：田窪一世
怪盗ボーイを追っている。
- 伊藤博：綿引勝彦
美術館の館長
- 黒田清：マイケル富岡
美術館の学芸員。
- 大隅重美：池津祥子
美術館の学芸員。
- 田中刑事：鈴木みわ
新米刑事。
- 警察官（第一発見者）：三井善忠
- 山縣有：森下能幸
美術館の主任学芸員。日本教育大学出身。「山田ロバート展」企画者。

4話
- 有沢：虎牙光揮
人捜し依頼されていた松戸に見つかり、何者かに毒殺される。
- 業崎恵子：横山めぐみ
有沢の死の真相を探る調査会社社員。タイムマシンでもあるマッサージチェアで真相を探る。
- 円谷まどか：吉瀬美智子
有沢の恋人で業崎の友人。服毒自殺を図る?
- 寺原佑子：もたいまさこ
警視庁の警部。刑事。
- 通りすがりの男：我修院達也

### スタッフ
- 脚本：橋口俊貴
- 企画：山口雅俊
- プロデュース：古屋建自
- 演出：遠藤光貴

## ステージ7『東京ミチカ』
2004年10月20日 - 2004年11月10日放送。全4回。（総集編が2005年1月4日の23:55 - 24:55に放送。）
20代や30代の女性を等身大に描くテレビドラマ。なさそうで、ありそうなロマンチックなエピソードを挿入。

### キャスト
- レイ：木村多江
- ミチカ：伊藤裕子
- キョウコ：唯野未歩子
- タケル：松尾敏伸
- ミズシマ：長谷川朝晴
- トクダ：野添義弘
- モトヒロ：池田鉄洋
- ミサキ：みさきゆう
- ミサキの彼：恵秀

### スタッフ
- 脚本：荒井修子
- プロデュース：水野綾子、中山ケイ子
- 演出：久保田哲史

## ステージ8『放課後。』
2004年11月24日 - 2004年12月22日放送。全4回。（2006年1月3日の26:35 - 28:20に全4話を一括再放送。）
今時ではないごくごく普通の高校1年生の16歳仲良し4人組。「2004年12月24日のクリスマスイブに地球が滅亡します。アナタはその日までに何をしますか?」という命題に、それぞれが思い悩みながら行動していく。

### キャスト
- 道田真由子：堀北真希
- 今井紗枝：戸田恵梨香
- 緒川志乃：仲村瑠璃亜
- 吉川藍：徳永えり
- 梶宏：木村了
- 結城修平：水谷百輔
- 水谷慎也：小谷嘉一
- 小宮要：小池徹平

### スタッフ
- 脚本：衛藤凛
- プロデューサー：三竿玲子
- 演出：久保田哲史（1話・3話・4話）、阿部雅和（2話）
- 主題歌：川嶋あい「525ページ」

## ステージ9『miracle』
2005年1月12日 - 2005年2月2日放送。全4回。
少年時代はバスケットボールに熱中した年齢の離れた男兄弟が、ひょんなことから同居し、少年時代の関係を引きずっている。大学を中退した弟は、優秀な証券マンでデイトレーダーの兄を超えられるのか。

### キャスト
- 松田俊彦：小澤征悦（現在：29歳） / 佐々木和徳（過去：15歳）
- 松田秀平：田中圭（現在：22歳） / 吉岡祥二（過去：8歳）
- 野仲果歩：吉岡美穂
- 宇田川将生：尾上寛之
- 津川：デビット伊東
- 紀本：今井朋彦
- 園田：弓削智久
- 山越：小山剛志
- 住田：山根祐夫
- 池尾：マイク・ハン
- 西久保美鈴：秋本奈緒美
- 水上部長：寺泉憲

### スタッフ
- 脚本：武藤大助
- プロデューサー：土屋健
- 演出：加藤裕将
- 挿入曲：エレクトリック「ライフズ・ア・ストラグル」

## ステージ10『産隆大學應援團』
2005年2月9日 - 2005年2月23日放送。全4回。詳細は産隆大學應援團を参照。（2006年1月4日の26:10 - 28:00に全4話を一括再放送。）
存続の危機にある大学の応援団の奮闘を描くコメディー。

### キャスト
- 望月薫：山本太郎
4年生。第38代應援團長。愛校心が強い。第39代應援副團長となる。
- 緒方拳二：隈部洋平
3年生。旗手長。優柔不断。
- 植田千尋：脇知弘
2年生。團員。運動音痴。
- 水谷翔：是近敦之
2年生。團員。理不尽で非合理的なことが大嫌い。
- 村山沙織：真木よう子
望月と同じ弁当屋でバイトしている望月の恋人。
- 渕村誠：今井雅之
伝説の第20代團長だったOB。應援團の存続の危機を知り復学。第39代應援團長となる。

### スタッフ
- 脚本：金子茂樹
- 作曲：梅堀淳
- プロデューサー：瀧山麻土香
- 演出：葉山浩樹（1話・2話）、大木綾子（3話・4話）

## ステージ11『青空恋星』
2005年3月16日・23日放送。全2回。
卒業間際の中学3年生を描くラブストーリー。

### キャスト
- 佐野しおり：佐藤千亜妃
- 川村恭平：塩澤英真
- 原陽子：朝倉えりか
- 石川啓太：三浦春馬
- 佐野愛子：佐藤仁美
- 佐野まさみ：キムラ緑子
- 宮本佑二：平賀雅臣
- 今野将志：細田よしひこ
- 森博之:伊藤敦基

### スタッフ
- 脚本：吉村奈央子
- 撮影監督：津田豊滋
- 照明：川井稔
- 音声：菊池正嗣
- 映像：鈴木康公
- プロデューサー：土屋健
- 演出：小林和宏

## ステージ12『正三角形の定義』
2005年4月20日 - 2005年5月11日放送。全4回。
男女の三角関係を描く。

### キャスト
- 飯島美里：坂井真紀
32歳。インテリアショップ「CHARDONNAY」店長。柳に思いを寄せている。
- 柳明夫：平岡祐太
21歳。美容室「COLORS」の美容師。同性愛者。松田に思いを寄せている。
- 松田達郎：高杉亘
40歳。レンタルタオル屋「ニコニコタオル」営業。飯島に思いを寄せている。
- 藤崎早百合：中沢純子
- 菊池勲：徳永淳
- 安藤雅樹：津田寛治

### スタッフ
- 企画：中野利幸
- 脚本：金杉弘子、待田堂子
- プロデューサー：加藤早苗、加藤崇
- 演出：平井秀樹（1話・2話・4話）、星野和成（第3話）
- 主題歌：中島美嘉「Rocking Horse」

## ステージ13『15歳のブルース』
2005年5月18日 - 2005年6月8日放送。全4回。
高校受験を目前に猛勉強中の15歳の少年と、大学浪人を繰り返している家庭教師との葛藤を描く。

### キャスト
- 梅川俊作（ブルース）：ZEEBRA
- 真田浩平：手越祐也（NEWS）
- 真田ゆかり：岩佐真悠子
- 森山咲枝：東亜優
- 浅川真樹夫：千代将太
- 望月：野島愛輝
- 水森：山口裕次郎
- こずえ：ELISA
- 真田共恵：中島奏
- 真田隆明：坂田雅彦

### スタッフ
- 脚本：大野敏哉
- プロデュース・演出：東康之

### 主題歌
- ZEEBRA「Wildin'」

## ステージ15『お台場冒険王SP 彼氏宣誓!!』
2005年7月27日 - 2005年8月24日放送。全4回。
お台場を舞台に繰り広げられるラブコメディー。
小学生時代に、ある癖を身につけてしまった伊藤哲也は、そのことが原因で積極的になれない性格になってしまっていた。そんな彼は、同じ大学の安田重人と共に、「モテない学生生活に刺激を！」と、先輩が持ちかけたお台場冒険王のバイトに参加する。一方、お台場冒険王の会場で案内係を務めるバイトの藤沢玲は、1年前の大失恋の痛手から立ち直れないまま、恋の出来ない日々を過ごしていた。そして、いつも一緒に行動している友人の篠田由香は、常に恋人探しのレーダーを張り巡らしている。そんな、バイト先で出逢った4人の間に起こるさまざまな出来事。クールで姉御肌の玲、ある癖のせいで積極的になれない哲也、お調子者の重人、恋に一直線な由香、果たして彼らの恋の行方は…？

### キャスト
- 伊藤哲也：高岡蒼佑
主人公。小学生時代に右手にある癖を身につけてしまったせいで恋に積極的になれない
- 藤沢玲：水川あさみ
ヒロイン。1年前の大失恋の痛手から恋の出来ない日々を過ごす。クールで姉御肌
- 安田重人：松山ケンイチ
哲也の幼馴染。お調子者
- 篠田由香：佐藤寛子
玲の友人。恋に一直線
- 多田松秀：隈部洋平
- 伊藤保美：余貴美子
- 淳治（高校生）：豊永利行（劇団SET）（第4話）
- 優子（淳治の彼女）：朝倉えりか

### スタッフ
- 企画：小林義和（ドラマ制作センター部長）
- 脚本：金子茂樹
- 主題歌：TUBE
- プロデューサー：西澤桂、浅野澄美
- 演出：葉山浩樹
- ロケ地：お台場冒険王冒険ランド

## ステージ16『ゆくな!龍馬』
2005年8月31日 - 2005年9月21日放送。全4回。
自殺未遂をしようとした少女と、その少女を助けた坂本龍馬と中岡慎太郎が現代にタイムスリップする、青春喜劇。

### キャスト
- 坂本龍馬：石垣佑磨
- 中岡慎太郎：桐谷健太
- 有崎もみじ：加藤ローサ
自殺未遂をする、饅頭屋で働く少女。
- 李梅朱：平山祐介
IT社長。団子屋の土地を狙っている。
- 今田金時：だいたひかる
占い師。
- 徳山正臣：森下能幸
饅頭屋で働いていたが独立し、もみじの働いている饅頭屋をライバル視している。
- 後藤佐那：入山法子
- 有崎祐子：中山忍
- 有崎幸太郎：松重豊
- 大竹浩一（劇団SET、第4話）
- 出口哲也（劇団SET、第4話）

### スタッフ
- 脚本：門間宣裕（2005年フジテレビヤングシナリオ大賞受賞）
- タイトル・挿画：五月女ケイ子
- プロデューサー： 古屋建自、斉藤あや
- 演出：久保田哲史（1話・2話）、遠藤光貴（3話・4話）

## 主なスタッフ
- スーパーバイザー：永山耕三
- チーフプロデューサー：高井一郎